# Виуриланский усадебный
Виуриланский усадебный дом находится в городе Сало, Финляндия.

## История
История усадебного дома Виурила восходит к 1400-м годам. Барон Магнус Вильгельм Армфельдт приобрёл усадьбу в 1787 году.
Виуриланский усадебный дом получил нынешний вид при бароне Августе Филипе Армфельдте, который был адъютантом короля Швеции Густава III и камергером императора России Александра I.
Сын Магнуса Вильгельма Армфельдта, барон Август Филипп Армфельдт, построил новое главное здание усадьбы по проекту архитектора Чарльза Басси. Главное здание было построено в период с 1806 по 1811 годы и представляет собой образец классицизма.
Архитектор Карл Лудвиг Энгель разработал  хозяйственное здание усадьбы в классическом стиле. Барон Август Филипп Армфельдт наблюдал за строительством хозяйственного здания, а его сын барон Магнус Рейнхольд Армфельдт отвечал за строительство.
В 1800-х годах усадьба была самодостаточной. На территории усадьбы работали лесопилка, кирпичный завод, пивоварня и винокурня. Усадьбе принадлежало 48 000 гектаров земли, большая часть которой находилась в волости Хийтола в Карелии.
Сегодня на территории усадьбы расположены гольф-клуб с полями, ресторан, банкетный зал, музей конных повозок, домашний музей рода Армфельдтов, художественная галерея, отель, конюшни и манеж.
В музее конных повозок выставлены экипажи, на которых ездили король Швеции Карл XVI Густав и королева Сильвия. Принц Карл Филипп из Швеции спроектировал стулья для банкетного зала усадьбы.
На территории усадьбы проводится летнее художественное мероприятие Wiurilan kesä, являющееся крупнейшей выставкой современного искусства в регионе Южная Финляндия.
Владелец усадьбы — барон Александр Аминофф, потомок рода Армфельдтов и член рода Аминофф.